# Arrondissement de Nogent-sur-Seine
L'arrondissement de Nogent-sur-Seine est une division administrative française, située dans le département de l'Aube et la région Grand Est.

## Composition
- canton de Marcilly-le-Hayer, qui groupe 22 communes :
Avant-lès-Marcilly, Avon-la-Pèze, Bercenay-le-Hayer, Bourdenay, Charmoy, Dierrey-Saint-Julien, Dierrey-Saint-Pierre, Échemines, Faux-Villecerf, Fay-lès-Marcilly, Marcilly-le-Hayer, Marigny-le-Châtel, Mesnil-Saint-Loup, Palis, Planty, Pouy-sur-Vannes, Prunay-Belleville, Rigny-la-Nonneuse, Saint-Flavy, Saint-Lupien, Trancault et Villadin.

- canton de Méry-sur-Seine, qui groupe 25 communes :
Bessy, Boulages, Champfleury, Chapelle-Vallon, Charny-le-Bachot, Châtres, Chauchigny, Droupt-Saint-Basle, Droupt-Sainte-Marie, Étrelles-sur-Aube, Fontaine-les-Grès, Les Grandes-Chapelles, Longueville-sur-Aube, Méry-sur-Seine, Mesgrigny, Plancy-l'Abbaye, Prémierfait, Rhèges, Rilly-Sainte-Syre, Saint-Mesmin, Saint-Oulph, Salon, Savières, Vallant-Saint-Georges et Viâpres-le-Petit.

- canton de Nogent-sur-Seine, qui groupe 16 communes :
Bouy-sur-Orvin, Courceroy, Ferreux-Quincey, Fontaine-Mâcon, Fontenay-de-Bossery, Gumery, La Louptière-Thénard, Marnay-sur-Seine, Le Mériot, La Motte-Tilly, Nogent-sur-Seine, Pont-sur-Seine, Saint-Aubin, Saint-Nicolas-la-Chapelle, Soligny-les-Étangs et Traînel.

- canton de Romilly-sur-Seine-1, qui groupe 12 communes :
Crancey, La Fosse-Corduan, Gélannes, Maizières-la-Grande-Paroisse, Origny-le-Sec, Orvilliers-Saint-Julien, Ossey-les-Trois-Maisons, Pars-lès-Romilly, Romilly-sur-Seine (fraction de commune), Saint-Hilaire-sous-Romilly, Saint-Loup-de-Buffigny et Saint-Martin-de-Bossenay.

- canton de Romilly-sur-Seine-2, limité à 1 commune :
Romilly-sur-Seine (fraction de commune)

- canton de Villenauxe-la-Grande, qui groupe 7 communes :
Barbuise, Montpothier, Périgny-la-Rose, Plessis-Barbuise, La Saulsotte, La Villeneuve-au-Châtelot et Villenauxe-la-Grande.

### Découpage communal depuis 2015
Depuis 2015, le nombre de communes des arrondissements varie chaque année soit du fait du redécoupage cantonal de 2014 qui a conduit à l'ajustement de périmètres de certains arrondissements, soit à la suite de la création de communes nouvelles. Le nombre de communes de l'arrondissement de Nogent-sur-Seine est ainsi de 82 en 2015, 80 en 2016, 80 en 2017 et 79 en 2019.
Au 1er janvier 2024, l'arrondissement groupe les 79 communes suivantes :
1. Avant-lès-Marcilly
2. Avon-la-Pèze
3. Barbuise
4. Bercenay-le-Hayer
5. Bessy
6. Boulages
7. Bourdenay
8. Bouy-sur-Orvin
9. Champfleury
10. Chapelle-Vallon
11. Charmoy
12. Charny-le-Bachot
13. Châtres
14. Chauchigny
15. Courceroy
16. Crancey
17. Dierrey-Saint-Julien
18. Droupt-Saint-Basle
19. Droupt-Sainte-Marie
20. Échemines
21. Étrelles-sur-Aube
22. Faux-Villecerf
23. Fay-lès-Marcilly
24. Ferreux-Quincey
25. Fontaine-les-Grès
26. Fontaine-Mâcon
27. Fontenay-de-Bossery
28. La Fosse-Corduan
29. Gélannes
30. Les Grandes-Chapelles
31. Gumery
32. Longueville-sur-Aube
33. La Louptière-Thénard
34. Maizières-la-Grande-Paroisse
35. Marcilly-le-Hayer
36. Marigny-le-Châtel
37. Marnay-sur-Seine
38. Le Mériot
39. Méry-sur-Seine
40. Mesgrigny
41. Mesnil-Saint-Loup
42. Montpothier
43. La Motte-Tilly
44. Nogent-sur-Seine
45. Origny-le-Sec
46. Orvilliers-Saint-Julien
47. Ossey-les-Trois-Maisons
48. Pars-lès-Romilly
49. Périgny-la-Rose
50. Plancy-l'Abbaye
51. Plessis-Barbuise
52. Pont-sur-Seine
53. Pouy-sur-Vannes
54. Prémierfait
55. Prunay-Belleville
56. Rhèges
57. Rigny-la-Nonneuse
58. Rilly-Sainte-Syre
59. Romilly-sur-Seine
60. Saint-Aubin
61. Saint-Flavy
62. Saint-Hilaire-sous-Romilly
63. Saint-Loup-de-Buffigny
64. Saint-Lupien
65. Saint-Martin-de-Bossenay
66. Saint-Mesmin
67. Saint-Nicolas-la-Chapelle
68. Saint-Oulph
69. Salon
70. La Saulsotte
71. Savières
72. Soligny-les-Étangs
73. Traînel
74. Trancault
75. Vallant-Saint-Georges
76. Viâpres-le-Petit
77. Villadin
78. Villenauxe-la-Grande
79. La Villeneuve-au-Châtelot

## Démographie
En 2022, l'arrondissement comptait 53 884 habitants.
| 1968   | 1975   | 1982   | 1990   | 1999   | 2006   | 2011   | 2016   | 2021   |
| ------ | ------ | ------ | ------ | ------ | ------ | ------ | ------ | ------ |
| 47 406 | 47 765 | 48 343 | 49 954 | 50 718 | 52 280 | 54 008 | 54 067 | 54 005 |

| 2022   | - | - | - | - | - | - | - | - |
| ------ | - | - | - | - | - | - | - | - |
| 53 884 | - | - | - | - | - | - | - | - |